# Gasteracantha curvispina
Gasteracantha curvispina là một loài nhện trong họ Araneidae.
Loài này thuộc chi Gasteracantha. Gasteracantha curvispina được Félix Édouard Guérin-Méneville miêu tả năm 1837.